# Izbiska (Silésie)
Pour les articles homonymes, voir Izbiska.
Izbiska est une localité polonaise de la gmina de Miedźno, située dans le powiat de Kłobuck en voïvodie de Silésie.

## Notes et références

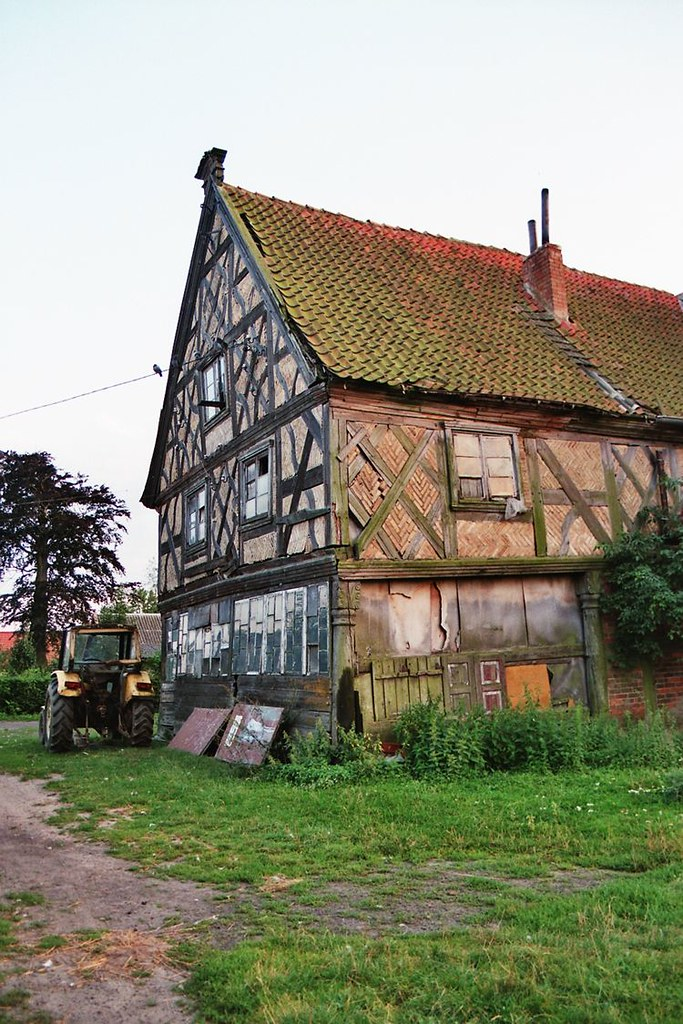
Izbiska